# Phrurolithus corsicus
Phrurolithus corsicus is een spinnensoort uit de familie van de Phrurolithidae.
De wetenschappelijke naam van de soort werd in 1878 als Micariosoma corsicum gepubliceerd door Eugène Simon.